# 국립미술관 (쿠바)

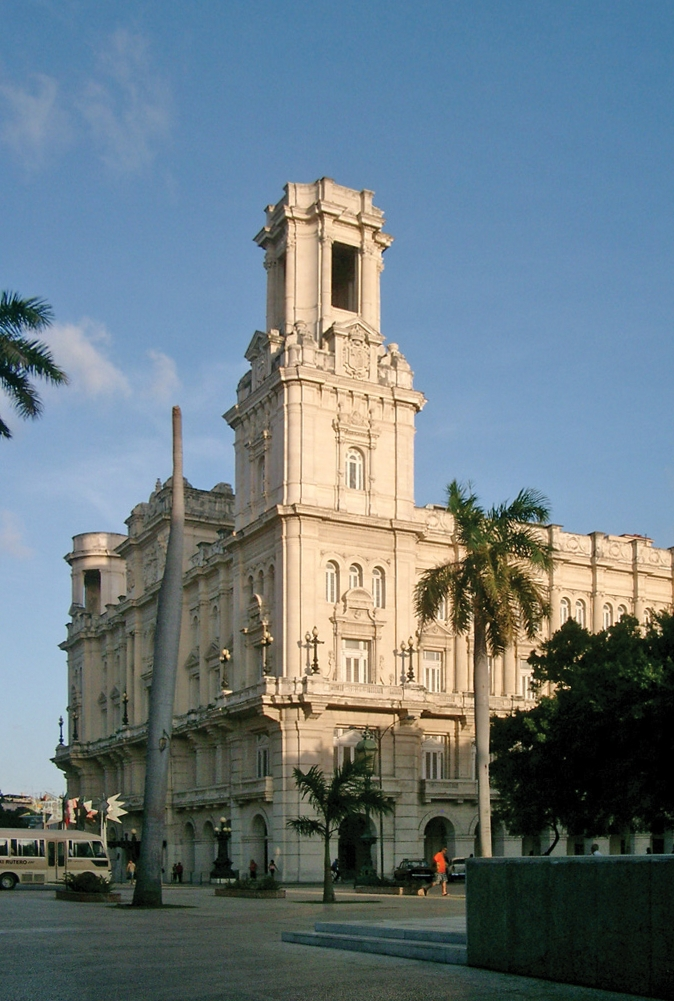
국립미술관

국립미술관(스페인어: Museo Nacional de Bellas Artes)은 쿠바 아바나에 위치한 미술관이다.